# Montereina
Montereina es un género de moluscos nudibranquios de la familia Discodorididae.

## Diversidad
El género Montereina incluye un total de 19 especies descritas confirmadas:
- Montereina achroma (Valdés, 2001)
- Montereina aliciae Dayrat, 2010
- Montereina aurea  (Eliot, 1903)
- Montereina aurila  (Marcus & Marcus, 1967)
- Montereina branneri  (MacFarland, 1909)
- Montereina coerulescens  (Bergh, 1888)
- Montereina concinna  (Alder & Hancock, 1864)
- Montereina crucis  (Ørsted in Mörch, 1863)
- Montereina erubescens  (Bergh, 1884)
- Montereina flindersi  (Burn, 1962)
- Montereina greeleyi  (MacFarland, 1909)
- Montereina labifera (Abraham, 1877)
- Montereina lancei  (Millen & Bertsch, 2000)
- Montereina lentiginosa  (Millen, 1982)
- Montereina lippa  (Valdés, 2001)
- Montereina mortenseni  (Marcus & Marcus, 1963)
- Montereina nobilis MacFarland, 1905
- Montereina punctifera  (Abraham, 1877)
- Montereina rubra  (Bergh, 1905)

- Montereina golaia  (Marcus & Marcus, 1966) (species inquirenda)
- Montereina pallida  (Baba, 1937)  (species inquirenda)
- Montereina paroa  (Burn, 1969)  (species inquirenda)
- Montereina phoca  (Marcus & Marcus, 1967)  (species inquirenda)

- Montereina igla  (Marcus & Marcus, 1967)  (nomen dubium)
- Montereina modesta  (Bergh, 1877)  (nomen dubium)
- Montereina muta  (Bergh, 1877)  (nomen dubium)
- Montereina notha  (Bergh, 1877)  (nomen dubium)
- Montereina opisthidia  (Bergh, 1877)  (nomen dubium)
- Montereina pardalis  (Alder & Hancock, 1864)  (nomen dubium)